# CRACR2A
CRACR2A (англ. Calcium release activated channel regulator 2A) – білок, який кодується однойменним геном, розташованим у людей на короткому плечі 12-ї хромосоми. Довжина поліпептидного ланцюга білка становить 395 амінокислот, а молекулярна маса — 45 592.
| 10         |  | 20         |  | 30         |  | 40         |  | 50         |
| ---------- |  | ---------- |  | ---------- |  | ---------- |  | ---------- |
| MAAPDGRVVS |  | RPQRLGQGSG |  | QGPKGSGACL |  | HPLDSLEQKE |  | TQEQTSGQLV |
| MLRKAQEFFQ |  | TCDAEGKGFI |  | ARKDMQRLHK |  | ELPLSLEELE |  | DVFDALDADG |
| NGYLTPQEFT |  | TGFSHFFFSQ |  | NNPSQEDAGE |  | QVAQRHEEKV |  | YLSRGDEDLG |
| DMGEDEEAQF |  | RMLMDRLGAQ |  | KVLEDESDVK |  | QLWLQLKKEE |  | PHLLSNFEDF |
| LTRIISQLQE |  | AHEEKNELEC |  | ALKRKIAAYD |  | EEIQHLYEEM |  | EQQIKSEKEQ |
| FLLKDTERFQ |  | ARSQELEQKL |  | LCKEQELEQL |  | TQKQKRLEGQ |  | CTALHHDKHE |
| TKAENTKLKL |  | TNQELARELE |  | RTSWELQDAQ |  | QQLESLQQEA |  | CKLHQEKEME |
| VYRVTESLQR |  | EKAGLLKQLD |  | FLRCVGGHWP |  | VLRAPPRSLG |  | SEGPV      |

A: Аланін

C: Цистеїн

D: Аспарагінова кислота

E: Глутамінова кислота

F: Фенілаланін

G: Гліцин

H: Гістидин

I: Ізолейцин

K: Лізин

L: Лейцин

M: Метіонін

N: Аспарагін

P: Пролін

Q: Глутамін

R: Аргінін

S: Серин

T: Треонін

V: Валін

W: Триптофан

Задіяний у таких біологічних процесах, як адаптивний імунітет, імунітет, транспорт іонів, транспорт, транспорт кальцію, альтернативний сплайсинг. 
Білок має сайт для зв'язування з іонами металів, іоном кальцію. 
Локалізований у цитоплазмі.